# Cyrix
Cyrix va ser una empresa dedicada a la fabricació de Microprocessadors, va començar les seves operacions el 1988 a Richardson, Texas, com un proveïdor especialitzat de d'unitats de coma flotant per a microprocessadors 286 i 386. L'empresa va ser fundada per Tom Brightman i Jerry Rogers. Terry Rogers també va exercir com a director executiu i president de l'empresa fins al 9 de desembre de 1996, quan va deixar aquest càrrec, però va romandre al consell d'administració.
El 1992, Cyrix va introduir els seus propis processadors compatibles amb i386, el 486SLC i el 486DLC. Aquests tenien un rendiment més alt que les peces d'Intel, però un preu més baix. Es comercialitzaven principalment a usuaris que buscaven actualitzar les màquines existents. El seu llançament va desencadenar una llarga sèrie de demandes amb Intel mentre el seu soci de foneria IBM llançava els mateixos dissenys sota la seva pròpia marca.
La combinació d'aquests esdeveniments va fer que Cyrix comencés a perdre diners i l'empresa es va fusionar amb National Semiconductor l'11 de novembre de 1997. National va llançar els últims dissenys de Cyrix sota el nom de MediaGX i després una versió actualitzada com a Geode el 1999. National va vendre la línia a AMD l'agost de 2003, on era coneguda com a Geode. La línia es va deixar de fabricar el 2019.